# Сорана Гуріана
Сорана Гуріана (справжні ім'я та прізвище Сура Іциківна (Сара Ісааківна) Гурфінкель; фр. і рум. Sorana Gurian; нар. 18 листопада 1913, Комрат, Бендерський повіт, Бессарабська губернія — пом. 10 червня 1956, Париж) — румунська і французька письменниця та перекладачка.

## У Румунії
Народилася під ім'ям Сара Гурфінкель в південному бессарабському містечку Комрат (тепер столиця Гагаузької автономії в Молдові). Вона старша з трьох доньок у родині земського лікаря Ісаака (Іцек-Меєра) Лазаревича Гурфінкеля та його дружини Гітл Гурфінкель. Рано залишившись без матері, отримала домашню освіту в Комраті, з 1927 року — в Тигінській гімназії «Принцеса Іляна» для дівчаток (Liceul de Fete «Principesa Ileana»), де здала іспит на бакалаврат в 1931 році. Тут же, в Тигіні (тепер Бендери) помер її батько Іцик-Меєр, або Ісак Лазарович, Гурфінкель (1872—1929) і Сара залишилася фактично відповідальною за молодших сестер Лію та Ізабеллу.
З 1931 по 1934 роки навчалася на філологічному факультеті Ясського університету Ал. І. Кузи. Там же в Яссах дебютувала публіцистикою в газеті «Lumea» (Світ). У номері від 6 липня 1937 року, вона опублікувала фейлетони в центральній бухарестської газеті «Adevărul» (номер від 16 грудня 1937 року), а 9 січня 1938 року — по рекомендації Є. Ловінеску — три новели Сари Гуріни були опубліковані в «Lumea». Того ж року виїхала до Парижу, звідки впродовж наступних двох років регулярно надсилала в різні періодичні видання Румунії свої новели; в 1940 році перекладала румунською мовою «Тихий Дон» Михайла Шолохова. У тому ж 1940 році повернулася до Бухареста, де приєдналася до антифашистського підпілля.

## В еміграції
Після війни стала професійною журналісткою. У 1945—1946 роках виходили її переклади румунською мовою поеми Олександра Грибоєдова «лихо від розуму» і п'єс Джона Бойнтона Прістлі. Перший роман «Zilele nu se intorc niciodată» (Ці дні ніколи не повернуться) про життя інтелігентної бессарабської родини в довоєнні роки вийшов у Бухаресті в 1946 році і відразу приніс їй широку популярність. У тому ж 1946 році вийшла збірка новел Гуріани «Події між світанком і ніччю», з описом нав'язливих сексуальних фобій самотньої жінки. У 1947 році, після статті із закликом до свободи преси, була відсторонена від роботи і в 1949 році виїхала до Ізраїлю, а ще через два роки — до Парижу. Вже в Ізраїлі повністю перейшла на французьку мову і в 1950 році в Парижі вийшла її перша французька книга «Les Mailles du Filet» (румунське видання під назвою «Ochiurile retelei», Осередки мережі), заснована на реальних подіях післявоєнної політичного життя Румунії. У 1952 році випустила у власному перекладі з румунської свій перший роман і написала його продовження «Жорстока любов» (вийшли в 1953 році під колишньою назвою «Les jours qui ne reviennent jamais»), про передвоєнні роки в Румунії. Обидві книги вийшли у видавництві René Julliard, з яким Гурян підписала довгостроковий контракт.
В цей час захопилася екзистенціальною філософією Лева Шестова, подружилася з молодими літераторами — як і вона експатріантами з країн Східної Європи, зокрема з написаними про неї спогадами Чеславом Мілошем. Заробляла на життя перекладами. У 1954 і 1955 роках вийшли в її перекладах німецькою мовою збірники наукової фантастики Hans Prager «L'hôpital des mers froides» (1954) и F.L. Neher «Menschen zwischen den Planeten» (1955, перевидана в 1964 році).
Тоді ж Сорана Гуріана захворіла на рак молочної залози, перенесла дві операції і після короткочасної ремісії, за час якої вона встигла написати останню книгу про боротьбу з недугою, померла в своїй кімнатці в студентському гуртожитку на Лівому Березі Сени. Книга вийшла вже посмертно, в 1956 році, під назвою «Récit d'un combat» (Розповідь про боротьбу). Ще за життя Гуріани її романи були перекладені і видані іспанською, італійською та німецькою мовами, а в 1990-ті роки вони повернулися і до румунського читача.
На честь Сорани Гуріани названа вулиця в Сан-Паулу (Бразилія) — Rua Sorana Gurian.

## Твори та їх переклади
- Zilele nu se intorc niciodată (ці дні ніколи не повернуться), Editore Forum: Бухарест, 1945.
- Les Mailles du Filet: Mon Journal de Roumanie (ланки мережі: мій журнал з Румунії), Calmann Levy: Париж, 1950.
- Per aver scelto il silenzio, Sansoni: Рим, 1950.
- Nie kehren die Tage wieder (ці дні ніколи не повернуться), Bourg: Дюссельдорф, 1951.
- Les jours qui ne reviennent jamais (ці дні ніколи не повернуться), Editeur René Julliard: Париж, 1952.
- A través de la red (ланки мережі), AHR: Барселона, 1952.
- Die Nacht ist nicht ohne Sterne (ніч не без зірок), Bourg Verlag: Дюссельдорф, 1952.
- Les amours impitoyables, Editeur René Julliard: Париж, 1953.
- Récit d'un combat (розповідь про боротьбу), Editeur René Julliard: Париж, 1956.
- Ochiurile retelei. Jurnalul meu din România (ланки мережі: мій журнал з Румунії), румунська версія Корнелії Штефэнеску, в двох томах, Editura Jurnalul literar: Бухарест, 2002—2003.
- Zilele nu se întorc niciodată. Iaşi: Princepsedit, 2006. — 556 p.; Бухарест: Hasefer, 2012.

## Переклади Сораны Гурян
- Олександр Грибоєдов. Prea multă minte strică. Бухарест, 1945 (із Захарією Станку).
- Джон Б. Прістлі. Lumina dragostei. Бухарест, 1946.
- Hans Prager. L'hôpital des mers froides. Париж, 1954.
- F. L. Neher. Mars aller-retour. Передмова Вернера фон Брауна. Париж, 1955.

## Примітки

Земський лікар В. Л. Гурфінкель (1872—1929)